# Lucia Zhang
Lucia Zhang   (París, 2000) és una actriu francesa. Va rebre elogis de la crítica pel seu debut al llargmetratge Les Olympiades (2021), que li va valer les nominacions als premis César i Lumières.
Zhang es filla de pares xinesos, el seu pare és de Yunnan i la seva mare de Henan, que es van conèixer després de traslladar-se a París, i té dos germans petits. La família es va traslladar al 16è districte i va obrir un restaurant a l'avinguda de Versalles. Zhang es va formar en interpretació al Conservatori Municipal Cours Florent i Francis Poulenc.